# Shane McMahon
Shane Brandon McMahon (n. 15 ianuarie 1970) este un luptător part-time de wrestling în cadrul circuitului WWE. Este fiul lui Vince McMahon și fratele lui Stephanie McMahon. A devenit celebru în WWE în 2009, după conflictul cu Randy Orton (ajutat de cei doi coechipieri din Legacy, Cody Rhodes și Ted DiBiase Jr.). Alături de tatăl său, Triple H și sora lui, Stephanie, au reușit să îl bată (însă și cu ajutorul lui Batista).

## 2006
În 2006 la Royal Rumble Shane McMahon îl scoate din Royal Rumble din cei 30 de luptători pt o șansă la Wrestlemania 22 Shane nu participă în acest meci de Royal Rumble.

## 2007
În 2007 Shane, Vince și Umaga se aliază să îl înfrunte pe Bobby Lashley unde cei trei îl distrug pe Lashley, unde aceștia au un lung feud unde aceștia Shane, Vince și Umaga câștigă la Backlash 2007 acest meci dar și Bobby Lashley reușește să câștige acest meci cu Umaga care este însoțit de Shane și Vince la Judgment Day 2007.

## 2009
Vince a fost lovit de un șut puternic în cap de Randy Orton și de aici pornește acest conflict.
- În 2009 a fost un an foarte greu pt familia McMahon în care Randy Orton și moștenirea lui Ted Dibiase JR și Cody Rhodes iau umilit în nenumărate rânduri pe cei din familia McMahon.Înainte de No Way Out Shane îi atacă de unul singur pe cei 3 membri din Legacy (Randy Orton, Ted Dibiase JR și Cody Rhodes)unde acesta este dezlănțuit și îi spune lui Orton că la No Way Out va avea loc acest meci de tip fără descalificări
- La No Way Out Shane se înfruntă cu Randy Orton unde acest meci este de tip de No Holds Barred adică fără descalificări, dar Shane pierde acest meci în care este aplicat un RKO de Randy Orton și este numărat prin pinfall
- După No Way Out la RAW Shane este accidentat de Randy Orton unde este lovit cu un șut în craniu și chinuit de cei din Legacy,Ted și Cody.
- Înainte de Wrestlemania Shane, Vince și Triple H se aliază și se duc să îi atace pe cei din Legacy unde aceștia îi măcelăresc pe cei din familia McMahon.

La Wrestlemania 25 HHH reușește să își păstreze titlul WWE unde se răzbună pe Orton, dar acest conflict parcă nu mai ia sfârșit.
- LA RAW Randy Orton are un meci față în față cu Vince McMahon unde Vince este ajutat de ginerele lui Triple H și de fiul său Shane dar aceștia din familia McMahon sunt măcelăriți dar Batista se întoarce din nou în WWE după o accidentare pe care Orton i-a provocat-o dându-i un șut în cap lui Dave Batista dar acesta îi bate pe cei 2 membri din Legacy Ted și Cody pt că Randy fuge, iar Vince McMahon le dă un meci la Backlash în care Shane, Batista și campionul WWE Triple H se vor înfrunta în fața celor din Legacy (Randy Orton, Ted Dibiase și Cody Rhodes), dar Shane, Batista și HHH pierd acest meci unde este accidentat și pierde și centura WWE cei din Legacy ies învingători unde Randy Orton pleacă cu titlul WWE și îl accidentează și pe HHH.

## 2016
În 2016 a luptat cu Undertaker la WrestleMania 32 într-un meci Hell in a Cell dar a fost învins. 
După WrestleMania a devenit manger general la SmackDown.
A mai luptat în meciul tradițional pe echipe de la Survivor Series înlocuindul pe Baron Corbin care suferise o accidentare. A fost nevoit să abandoneze meciul după un Spear a lui Roman Reigns dar echipa Smackdown a câștigat meciul.

## 2017
În 2017 a avut o rivalitate cu AJ Styles. Totul a început atunci când Styles i-a reproșat lui Shane că pe posterul de la Royal Rumble el apărea la final și rivalul său John Cena la început. După ce Styles a pierdut cu Cena la Royal Rumble, i-a cerut lui Shane o revanșă pentru centură iar acesta i-a dato adăugândul în meciul pentru centură la Elimination Chamber dar acesta a fost câștigat de Wyatt. La Smackdown, într-un battle royal pentru a deveni candidat la titlu, Harper și Styles s-au eliminat în același timp așă că Shane a stabilit un meci individual pentru următoarea săptămâna. Styles l-a învins atunci pe Harper devenind candidat la titlu. După ce Orton îl provocase pe Wyatt, ca câștigător a meciului Royal Rumble, avea dreptul la titlu așa că Shane a programat un meci între Orton și Styles pentru stabili adevăratul candidat pentru WrestleMania dar meciul a fost câștigat de Orton. Acest lucru l-a scos din sărite de tot pe Styles i-ar pe 14 martie l-a atacat pe Shane în parcare aruncândul cu capul de geamul unei mașini. După asta, Shane l-a (kayfabe) "concediat" pe Styles din SmackDown și a programat un meci pentru WrestleMania 33. La Wrestlemania Shane a fost învins de Styles.